# Permission to Dance
〈Permission to Dance〉는 대한민국의 보이그룹 방탄소년단의 노래이다. 2021년 7월 9일 빅히트 뮤직과 소니 뮤직을 통해 독립된 싱글로 발매되었다. 이 노래는 방탄소년단의 싱글 앨범인 《Butter》의 수록 곡으로 포함되어 있다. 또한 방탄소년단이 발매한 세 번째 영어 싱글이다.
수화 안무로 장애인까지 배려하고 수화를 춤 속에 잘 녹였다는 평가를 받았다. 또 빌보드 Hot 100 1위를 자신의 곡 〈Butter〉에서 갈아치우는 등의 기록을 세웠다.

## 작사·작곡
〈Permission to Dance〉는 에드 시런, Johnny McDaid, Steve Mac 및 Jenna Andrews가 작사했으며, 프로덕션은 Stephen Kirk와 함께 Mac 및 Andrews가 맡았다. 방탄소년단의 소속사인 빅히트 뮤직은 "방탄소년단의 긍정적인 에너지가 리듬에 맞춰 심장을 뛰게 할 것"이라고 이 곡을 설명했다. 이 노래의 장르는 댄스 팝송이다. 에드 시런은 트위터에 "이 곡을 좀 전에 작업했고, 이 곡이 세계 무대에서 들려지고 그런 재능 있으신 분들이 불러진다니 너무 기쁩니다"라고 말했다. 방탄소년단은 "가사에서 볼 수 있듯이 현실에서 부딪히고 힘든 하루를 보내더라도 춤만큼은 자유롭게 춰도 된다는 메시지를 담은 곡이다"고 소개했다.
낮은 음인 E2를 두고 시작하고, 한 음씩 내려가는 캐논 코드는 편안하고 안정감 있다는 평가를 받았다. 또 경쾌하고 신나며, 중독성 강한 멜로디에 상쾌한 피아노 연주, 스트링 사운드가 더해졌다고 언급됐다.

## 발매 과정
2021년 5월 21일 방탄소년단은 두 번째 영어 싱글 《Butter》를 발매하여 비평과 상업적 성공을 거두었다. 6월 15일 방탄소년단은 신곡 발표와 함께 《Butter》의 CD 발매를 알렸다. 에드 시런은 6월 27일 모스트 리퀘스트 라이브 와의 인터뷰에서 "방탄소년단과의 마지막 음반 작업을 실제로 함께 했고, 방탄소년단의 새 앨범을 위해 방금 기록적인 곡을 썼다."고 밝혔다. 7월 1일, 그룹은 CD 발매 트랙리스트를 공개하고 곡명을 공개하였다. 이후 2021년 7월 9일 디지털 다운로드 및 스트리밍 방식으로 음원이 정식 발매되었다.

## 상업적 평가
미국 빌보드 Hot 100 차트에서 〈Permission to Dance〉는 2021년 7월 24일에 1위로 데뷔했고, 1590만 스트리밍 수와 110만 라디오 방송 재생 수를 기록하고 판매 첫 주에 140,000장을 발매했다. 〈Permission to Dance〉는 《Butter》를 1위에서 갈아치웠고, 드레이크의 《In My Feelings》가 〈Nice for What〉으로 갈아치운 적 이후 처음으로 아티스트가 스스로 1위 곡을 바꾼 것이다. 이 노래로 방탄소년단은 10달 2주만에 빌보드 차트에서 51번째 히트를 달성해서, 1988년 마이클 잭슨 이레로 51개의 싱글 곡을 가장 빨리 쌓은 아티스트가 되었다. 그리고 이 노래는 Hot 100 1위로 데뷔한 방탄소년단의 4번째 싱글이며, 저스틴 비버, 드레이크와 동등하게 1위 싱글 4곡을 달성했다. 현재 〈Permission to Dance〉는 디지털 송 차트에 방탄소년단의 8번째 1위 곡이기 때문에, 이 차트에서 1위를 가장 많이 달성한 그룹으로 기록을 세웠다.

## 뮤직 비디오
뮤직 비디오는 9일 오후 1시에 공개되었다. 뮤직 비디오는 39분 만에 조회수 1,000만 회, 9시 기준 6,200만 회를 달성했다.
뮤직 비디오의 주요 안무를 따라하는 〈Permission to Dance〉유튜브 쇼츠 챌린지가 7월 23일부터 열렸다. 엘튼 존은 가사 "When it all seems like it's wrong, sing along to Elton John"과 같이 이름이 언급된 구절을 따라하며 챌린지에 참여하기도 했다. 9월 10일에 크리스 마틴과 함께한 생방송 유튜브 '릴리즈드'(Released)에는 많은 챌린지 참가자들의 영상이 공개되었다.

### 배경과 개요
《롤링 스톤》에 알레티나 레가스피는 뮤직 비디오의 개요를 다음과 같이 설명해서 기고했다. "노래 제목이 말하듯이 이 트랙은 리듬이 활기차고, 여름을 즐겁게 보내는 내용입니다. 뮤직 비디오에서 RM, 슈가, 제이홉, 정국, 뷔, 지민, 진은 화창한 야외 현장, 세탁소, 테라스에서 춤을 춥니다. 이 신나는 노래는 사무실, 학교 직원, 테니스 코트의 아이들을 통해 듣는 사람들이 리듬에 움직이게 합니다."

### 평가
《선스타》 잡지는 이 뮤직 비디오가 최초 공개 11시간만에 유튜브 4500만 조회수를 예외적으로 높게 달성할 때 이렇게 보도했다. "방탄소년단이 3번째 영어 싱글 〈Permission to Dance〉를 2021년 7월 9일 발표했다. 이 싱글은 영어 싱어송라이터 에드 시런이 함께 작사했다. 공개된지 11시간밖에 안 지났는데도 금요일 오후 11:30 기준으로 이 싱글은 4500만 조회수를 쌓았다. 이 뮤직 비디오는 24시간 후 1억 뷰를 달성할 것으로 예상된다."
뮤직 비디오에 포함된 수화가 주목받았는데, '즐겁다', '춤추다', '평화'와 같은 국제수어도 담겼다. 하개월 등의 농인 유튜버는 열렬한 반응을 전했다. 테워드로스 아드하놈 WHO 사무총장은 15억 명 청각장애인에게 도움이 될 것이라며 감사를 표했다. 문재인 대통령은 방탄소년단을 외교특사로 임명하면서, 다음과 같이 곡에 대해 말했다.
'퍼미션 투 댄스' 가사에 담긴 위로의 메시지 전 세계와 연대 협력으로 코로나19 위기를 극복해 나가겠다는 대한민국의 의지와 상통하는 바가 있어 이번 특별사절 임명은 더욱 큰 의미를 갖는다. 전 세계를 무대로 탁월한 활동을 펼치는 민간 전문가와 협업으로 글로벌 이슈를 주도하는 국가 이미지 제고를 위해 추진됐다.— 문재인 대통령

## 생방송 공연
2021년 7월 9일, '네이버 나우'의 'A Butterful Getaway with BTS'에서 최초 무대를 공개했다.
2021년 7월 14일, 미국 NBC 방송 지미 팰런 쇼(더 투나잇 쇼 스타링 지미 팰런)에서 공연되었다.
2021년 7월 27일, BBC 라이브 라운지에서 공연했다.
2021년 9월 21일 방탄소년단은 제75차 UN SDG 총회에 참석했는데, 유엔총회 회의장에서 시작해 총회 로비, 청사 입구, 잔디 광장을 무대로 〈Permission to Dance〉를 공연했다.
2021년 10월 24일, 'BTS 퍼미션 투 댄스 온 스테이지(PERMISSION TO DANCE ON STAGE)' 온라인 콘서트가 시작됐다.

## 수상
| 프로그램     | 방송사 | 날짜            | Ref.   |
| ------------ | ------ | --------------- | ------ |
| 쇼! 음악중심 | MBC    | 2021년 7월 17일 | [ 28 ] |
| 인기가요     | SBS    | 2021년 7월 18일 | [ 29 ] |
| 쇼 챔피언    | MBC M  | 2021년 7월 21일 | [ 30 ] |
| 뮤직뱅크     | KBS    | 2021년 7월 23일 | [ 31 ] |

| 상          | 날짜            | Ref.   |
| ----------- | --------------- | ------ |
| 주간 인기상 | 2021년 7월 19일 | [ 32 ] |

## 트랙 리스트
- CD 싱글과 디지털 EP[33]

1. "Butter" – 2:44
2. "Permission to Dance" – 3:07
3. "Butter" (instrumental) – 2:42
4. "Permission to Dance" (instrumental) – 3:07

- 디지털[34]

1. "Permission to Dance" – 3:07
2. "Permission to Dance" (R&B remix) – 3:36
3. "Permission to Dance" (instrumental) – 3:07

## 관련 인물
Tidal에서 공개된 크레딧에 기반하여 작성되었다.
- 방탄소년단 – 기본 보컬
- 에드 시런 – 작곡
- Johnny McDaid – 작곡
- Steve Mac – 작곡, 프로덕션
- Jenna Andrews – 작곡, 프로덕션, 보컬 프로덕션
- Stephen Kirk – 프로덕션, 보컬 프로덕션
- Chris Laws – 오디오 엔지니어
- Dan Pursey – 오디오 엔지니어
- Juan Pena – 오디오 엔지니어
- Keith Perry – 오디오 엔지니어
- Rob Grimaldi – 오디오 엔지니어
- 피독 – 오디오 엔지니어, 보컬 편곡
- John Hanes – 오디오 엔지니어
- Serban Ghenea – 믹싱 엔지니어
- Chris Gehringer – 마스터링 엔지니어

## 차트
| 차트 (2021)                      | 최고점 |
| -------------------------------- | ------ |
| 아르헨티나 (아르헨티나 핫 100)   | 51     |
| 오스트레일리아 (ARIA)            | 6      |
| 오스트리아 (Ö3 오스트리아 탑 40) | 28     |
| 캐나다 (캐나디안 핫 100)         | 10     |
| 체코 (싱글 디지털 Top 100)       | 25     |
| 프랑스 (SNEP)                    | 70     |
| 독일 (미디어 컨트롤 AG)          | 23     |
| 글로벌 200 (《빌보드》)          | 1      |
| 헝가리 (싱글 Top 40)             | 2      |
| 헝가리 (스트림 Top 40)           | 33     |
| 인도 (IMI)                       | 1      |
| 아일랜드 (IRMA)                  | 17     |
| 이탈리아 (FIMI)                  | 67     |
| 일본 (오리콘 디지털 싱글)        | 1      |
| 일본 (재팬 핫 100)               | 2      |
| 리투아니아 (AGATA)               | 16     |
| 말레이시아 (RIM)                 | 1      |
| 네덜란드 (싱글 톱 100)           | 62     |
| 뉴질랜드 (리코디드 뮤직 NZ)      | 8      |
| 포르투갈 (AFP)                   | 17     |
| 싱가포르 (RIAS)                  | 1      |
| 슬로바키아 (싱글 디지털 Top 100) | 26     |
| 대한민국 (가온)                  | 2      |
| 대한민국 (K-Pop 핫 100)          | 1      |
| 스페인 (푸로무시카에)            | 83     |
| 스웨덴 (스베리예토프리스탄)      | 91     |
| 스위스 (슈바이처 히트파라데)     | 23     |
| 영국 싱글 (오피셜 차트 컴퍼니)   | 16     |
| 영국 인디 (오피셜 차트 컴퍼니)   | 3      |
| 미국 《빌보드》 핫 100           | 1      |

## 발매 역사
| 지역   | 날짜            | 형식                     | 레이블                | 참고   |
| ------ | --------------- | ------------------------ | --------------------- | ------ |
| 전세계 | 2021년 7월 9일  | 디지털 다운로드 스트리밍 | 빅히트 뮤직 소니 뮤직 | [ 66 ] |
| 전세계 | 2021년 7월 23일 | R&B 리믹스               | 빅히트 뮤직           | [ 67 ] |

## 인증표와 판매량
| 국가                                                     | 인증     | 판매량/출하량 |
| -------------------------------------------------------- | -------- | ------------- |
| 일본 (RIAJ)                                              | 골드     | 100,000*      |
| 스트리밍                                                 |          |               |
| 일본 (RIAJ)                                              | 플래티넘 | 100,000,000   |
| *판매량을 기반으로 한 인증 · 스트리밍을 기반으로 한 인증 |          |               |

## 같이 보기
- 2021년 빌보드 핫 100 차트 1위 목록